# H 6 (sommergibile Italia)
L'H 6 è stato un sommergibile della Regia Marina.

## Storia
Dopo il completamento il sommergibile, al comando del tenente di vascello Giuliano Diaz, partì da Halifax ed attraversò l'Oceano Atlantico insieme ai gemelli H 7 ed H 8, diretto in Italia. Nel passare lo stretto di Gibilterra, però, l'H 6 fu avvistato da una nave di pattuglia americana, l'USS Nahma, che, ritenendolo un U-Boot, lo cannoneggiò arrecandogli seri danni alla torretta, uccidendo due uomini e ferendone altri cinque. Il sommergibile riuscì comunque a giungere a Cagliari, sua destinazione, dove arrivò negli ultimi giorni di ottobre del 1917.
Dopo le riparazioni, effettuate nell'Arsenale di La Spezia, il battello fu dislocato il 5 febbraio 1918 a Brindisi, dove entrò a far parte della II «Squadriglia Sommergibili H», per essere impiegato in funzione esplorativa e offensiva nel Basso Adriatico. Il 18 marzo dello stesso anno si trasferì a Taranto. Nel corso della prima guerra mondiale compì in tutto dieci infruttuose missioni offensivo-esplorative.
Il 2 ottobre 1918 l'H 6, insieme a diversi altri sommergibili italiani, francesi ed inglesi, venne dislocato nelle acque tra Durazzo e Cattaro in appoggio ad un'operazione di bombardamento navale ed attacco di MAS contro Durazzo.
Dopo il termine della guerra l'unità rimase stanziata a Brindisi, dove svolse attività addestrativa, sino al 1931, quando fu distaccato alla Flottiglia Scuola Comando con sede a Taranto, dove si trasferì. 
Nel 1935 l'H 6 fu assegnato alla flottiglia di base a La Spezia. 
All'entrata dell'Italia nel secondo conflitto mondiale il sommergibile faceva parte, insieme ai gemelli H 1, H 2, H 4 ed H 8, della XVII Squadriglia Sommergibili del I Grupsom di La Spezia. L'unità era al comando del tenente di vascello Ugo Giudice. Fino al settembre 1943 l'H 6 venne impiegato in acque liguri e francesi.
Il 28 febbraio 1941 il battello fu inviato in missione difensiva nei pressi di La Spezia, rientrando il 1º marzo.
Nel settembre 1941, nel corso dell'operazione britannica «Halberd» (volta al rifornimento di Malta, ma che i vertici italiani ritennero potesse essere un'azione offensiva rivolta contro le coste italiane), l'H 6 fu inviato in pattugliamento difensivo nel Mar Ligure.
In tutta la guerra l'unità svolse complessivamente 38 missioni esplorativo-offensive, 27 di addestramento (per conto della Scuola Idrofonisti di La Spezia) e 7 di trasferimento, per totali 7411 miglia di navigazione.
Il 7 settembre 1943 l'H 6 fu inviato a Bonifacio (Corsica), dove lo sorprese l'annuncio dell'armistizio: i tedeschi gli impedirono di partire, lo catturarono e, il 14 settembre, lo affondarono a colpi di cannone poco fuori dal porto di Bonifacio (analoga sorte toccò anche ad un altro sommergibile che si trovava a Bonifacio, il Rismondo).
Il relitto dell’H 6 si trova a circa 30 metri di profondità, un chilometro ad ovest del fanale della Madonnetta del Porto.